# Dissonance cognitive
Pour les articles homonymes, voir Dissonance.
En psychologie sociale, la dissonance cognitive est la tension interne propre au système de pensées, croyances, émotions et attitudes (cognitions) d'une personne lorsque certaines d'entre elles entrent en contradiction les unes avec les autres. Le terme désigne également la tension qu'une personne ressent lorsqu'un comportement entre en contradiction avec ses idées ou ses croyances. Ce concept est formulé pour la première fois par le psychologue Leon Festinger dans son ouvrage A Theory of Cognitive Dissonance (1957). Festinger étudie les stratégies de réduction de la tension psychologique induite et le maintien de la cohérence personnelle, y compris les stratégies d'évitement des circonstances identifiées comme source de dissonance.

## Théorie de la dissonance cognitive selon Festinger

### Relations entre les cognitions
Trois sortes de relations sont possibles entre deux cognitions ou entre une cognition et un comportement :
- relation consonante : lorsque deux cognitions ou actions sont cohérentes l'une avec l'autre ; par exemple, ne pas vouloir s'enivrer pendant une soirée et demander de l'eau à la place d'une boisson alcoolisée ;
- relation non pertinente : lorsque deux cognitions ou actions ne sont pas reliées ; par exemple, avoir l'intention de ne pas consommer d'alcool dans une soirée et lacer ses chaussures ;
- relation dissonante : lorsque deux cognitions ou actions sont incompatibles ; par exemple, ne pas vouloir s'enivrer tout en consommant une grande quantité d'alcool (dans le modèle de la dissonance cognitive, lorsqu'un individu ne se conforme pas aux normes, il préférera chercher une « cohérence » à son comportement plutôt que de changer).

Dans la plupart des cas, deux cognitions présentent à la fois des caractères consonants et dissonants. On peut calculer un indice de dissonance entre deux cognitions à partir de la formule : {\displaystyle Ndis/\Sigma (Ndis+Ncons)}, soit le rapport entre le nombre d'éléments dissonants et la somme des éléments dissonants et consonants.

### Ampleur de la dissonance
L'ampleur de la dissonance cognitive ou de la tension subie dépend de deux facteurs :
1. L'importance des cognitions pour le sujet : plus ces cognitions seront liées aux valeurs essentielles du sujet, plus la dissonance sera forte.
2. La proportion des cognitions dissonantes : plus elles seront nombreuses par rapport aux cognitions consonantes, plus la dissonance sera forte.

L'effort pour réduire la dissonance est proportionnel à son ampleur.

### Diminution de la dissonance
La théorie de la dissonance cognitive repose sur l'hypothèse que les individus cherchent une cohérence entre leurs attentes et leur vie effective. La recherche d'une diminution de la dissonance par un rapprochement des cognitions et des actions participe à cet effort. Cet ajustement permet une diminution de la tension psychologique et du désarroi. Selon Festinger, la diminution de la dissonance peut être obtenue de trois manières, qu'il illustre par l'exemple de la dissonance entre les attitudes et comportements suivants :
- Attitude : « Je vais commencer un régime et je dois éviter les aliments gras ».
- Comportement : la personne mange un beignet ou un autre aliment gras.
  1. Changement du comportement/de la cognition et respect de l'attitude. Par exemple : arrêter de manger des beignets.
  2. Justifier un comportement/une cognition en aménageant la cognition conflictuelle. Par exemple : « Je suis autorisé à tricher de temps en temps ».
  3. Justifier son comportement/sa cognition en ajoutant de nouvelles cognitions. Par exemple : « Je ferai 30 minutes de sport en plus, pour compenser ».

## Paradigmes majeurs
La plupart des recherches sur la dissonance cognitive ont pour cadre l'un des quatre paradigmes majeurs suivants. Les recherches se sont intéressées aux conséquences de l'exposition à une information incompatible avec une croyance antérieure ; à ce qui arrive quand des individus agissent de façon non cohérente avec leurs attitudes antérieures ; aux décisions prises par des individus par rapport aux dissonances qu'ils vivent ; aux efforts fournis durant le processus.

### Paradigme de la persistance des croyances réfutées
La dissonance survient quand les personnes sont confrontées à une information qui n'est pas cohérente avec leurs croyances. Si la dissonance n'est pas réduite en changeant sa propre croyance, elle peut avoir pour effet la restauration de la cohérence au moyen d'une perception erronée de cette information non cohérente, du rejet ou de la réfutation de cette information, en recherchant le soutien d'autres personnes qui partagent les mêmes croyances, et en tentant d'en persuader les autres.
Une première version de la théorie de la dissonance cognitive apparaît dans l'essai de Leon Festinger, Henry Riecken (en) et Stanley Schachter de 1956, L'Échec d'une prophétie, qui raconte le renforcement de la croyance des adeptes d'une secte après l'échec d'une prophétie prédisant l'atterrissage imminent d'un ovni. Ils se réunissent à l'endroit et au moment convenus dans la certitude qu'ils seraient, dans ces conditions, les seuls à survivre à la destruction de la Terre, mais il ne se passe rien d'exceptionnel. Ils se trouvent alors confrontés à une forte dissonance cognitive et réduits à des conjectures : ont-ils été victimes d'une rumeur ? Ont-ils donné leurs possessions terrestres en vain ? etc. La plupart des membres de la secte choisissent alors de croire quelque chose de moins dissonant pour assimiler le fait que la réalité ne concordait pas avec leurs attentes. Ils imaginèrent que les extraterrestres avaient donné à la Terre une seconde chance et que le groupe était maintenant rendu plus fort pour répandre l'idée que la destruction de la planète devait s'arrêter. Le groupe a augmenté de façon spectaculaire son prosélytisme en dépit du fait que la prophétie a échoué.

### Paradigme de la soumission induite
En 1959, Festinger et Carlsmith ont demandé à des étudiants de perdre une heure à des tâches ennuyeuses comme tourner des chevilles en bois d'un quart de tour, encore et encore, choisies pour générer une attitude fortement négative. Une fois cette tâche effectuée, les expérimentateurs demandèrent à certains d'entre eux une simple faveur : parler à un individu présenté comme étudiant (en fait un acteur) pour le persuader que la tâche était intéressante. Les participants à cette tâche supplémentaire étaient de deux types : certains étaient payés avec l'équivalent de 20 $ (l'équivalent de 168 $ actuels) pour ce service ; un autre groupe était payé seulement 1 $ (l'équivalent de 8 $ actuels). Enfin, la faveur n'était pas demandée à un troisième groupe, le groupe contrôle, qui aura donc uniquement effectué les tâches ennuyeuses.
Quand on demanda aux groupes d'évaluer les tâches effectuées (hors de la présence des autres participants), les sujets du groupe payé 1 $ avaient noté le test de manière plus positive (moins ennuyeuse) que ceux du groupe payé 20 $ ou du groupe contrôle. Ceci a été expliqué par Festinger et Carlsmith comme une preuve de la dissonance entre des cognitions incompatibles : « J'ai dit à quelqu'un que la tâche était intéressante » et « J'ai trouvé en fait cette tâche ennuyeuse ». Quand ils étaient payés seulement 1 $, les étudiants se sentaient obligés d'être un peu en accord avec ce qu'ils avaient dit aux autres participants sur le test, car ils ne se trouvaient pas d'autre justification pour avoir agi de la sorte. Ceux qui avaient reçu 20 $, cependant, avaient une justification externe évidente pour leur comportement et ont ainsi ressenti moins de dissonance.
Dans des expériences ultérieures, une autre façon d'induire des dissonances est devenue commune. Dans ce cadre, les expérimentateurs faisaient écrire aux participants des essais qui exprimaient des opinions contraires aux leurs. Les personnes étaient rémunérées par des sommes différentes (par exemple 1 $ ou 10 $). Les personnes moins rémunérées avaient moins de justifications externes du manque de cohérence avec leurs opinions habituelles, et elles devaient chercher une justification interne pour diminuer le haut degré de dissonance qu'elles ressentaient.

#### Paradigme du jouet interdit
Une variante du paradigme de la soumission induite est le « paradigme du jouet interdit ». Une expérience d'Elliot Aronson et Carlsmith en 1963 a examiné l'autojustification chez les enfants. Dans cette expérience, les enfants étaient laissés dans une pièce avec différents objets, notamment une pelleteuse très attirante (ou un autre jouet), après qu'on a expliqué à la moitié des enfants qu'ils seraient sévèrement punis s'ils jouaient avec le jouet en question et à l'autre moitié que ce serait une punition légère. Aucun des enfants dans l'étude n'a finalement utilisé le jouet. Ensuite, quand on annonça aux enfants qu'ils pouvaient jouer avec ce qu'ils voulaient, les enfants qu'on avait menacés faiblement utilisèrent moins le jouet. Le degré de punition en lui-même n'était pas suffisamment fort, c'est pourquoi les enfants devaient se convaincre eux-mêmes que ce jouet n'était pas intéressant afin de résoudre la situation de dissonance cognitive entre l'attractivité et la faible menace.
Une étude de 2012 qui utilisait une version du paradigme du jouet interdit montra que diffuser de la musique réduisait la dissonance cognitive.
En l'absence de fond sonore musical, on disait au groupe contrôle des enfants de quatre ans d'éviter de jouer avec un jouet particulier. Après avoir joué tout seuls, les enfants ont dévalorisé plus tard le jouet interdit dans leur classement, ce qui est similaire à ce qui avait été trouvé dans les études précédentes. Cependant, dans le groupe jouant avec un fond sonore, les enfants n'ont pas dévalorisé ce jouet ensuite. Les chercheurs conclurent que la musique pourrait inhiber les cognitions, d'où une diminution de la dissonance. La musique n'est pas le seul cas de facteur capable de diminuer la dissonance post-décisionnelle. Une étude de 2010 a montré que le fait de se laver les mains avait le même effet.

### Paradigme du libre choix
Dans un autre type d'expérience mené par Jack Brehm en 1956, 225 étudiantes sont chargées d'évaluer une série d'appareils courants. Elles sont ensuite invitées à choisir un appareil parmi deux proposés et autorisées à l'emporter chez elles comme cadeau. Dans un deuxième temps, on procède à de nouvelles évaluations et on constate que les participantes augmentent le score de l'objet qu'elles ont choisi et diminuent celui de l'objet rejeté.
Ceci peut être expliqué en termes de dissonance cognitive. Quand on doit prendre une décision difficile, il y a toujours des aspects de l'option rejetée que l'on trouvait plaisants et ces caractéristiques sont dissonantes avec le fait d'avoir choisi autre chose. En d'autres termes, la cognition « J'ai choisi X » est dissonante avec la cognition « Il y a des choses qui me plaisent dans Y ». Des recherches plus récentes (2010) ont abouti à des résultats semblables avec des enfants de 4 ans et avec des singes capucins.
En plus des délibérations internes, la structuration des décisions parmi d'autres individus pourrait jouer un rôle dans les manières d'agir du sujet. Des chercheurs dans une étude de 2010 examinèrent les préférences sociales et les normes relativement à un salaire donné de manière linéaire à trois individus. Les actions du premier participant influencèrent le don du salaire du second. Les chercheurs ont proposé que la peur de l'inégalité est le paramètre le plus important des participants.

### Paradigme de la justification de l'effort
La dissonance augmente quand les sujets s'engagent volontairement dans une activité déplaisante pour atteindre un but. La dissonance peut être diminuée en exagérant la désirabilité du but. Aronson et Mills (1958) ont étudié des individus qui suivaient une initiation (facile ou difficile) pour devenir membre d'un groupe. Les individus dont les conditions d'initiation étaient difficiles jugèrent le groupe qu'ils venaient d'intégrer plus intéressant que ceux qui avaient eu une initiation facile.
Le fait de se laver les mains a été repéré comme réduisant la dissonance post-décisionnelle, probablement parce que la dissonance est souvent causée par une dévalorisation de soi, aussi associée au manque d'hygiène personnelle,.

### Rationalisation et dissonance cognitive
La coexistence de deux cognitions dissonantes entraîne un conflit cognitif que l’individu va chercher à minimiser. Aussi, dans l’objectif de trouver un équilibre interne, l’individu va faire en sorte de réduire la dissonance en ajustant ses cognitions de façon à rendre cohérent les éléments de son univers personnel. Cet ajustement est un processus de rationalisation par lequel une personne ajuste ultérieurement ses pensées pour les rendre consonantes vis-à-vis d’une cognition initiale ou vis-à-vis d’une cognition produite par un acte préparatoire. En effet, un acte préparatoire contre-attitudinal va provoquer l’émergence d’une cognition génératrice inconsistante par rapport aux cognitions initiales du sujet. La rationalisation cognitive, en tant que mode de réduction de la dissonance, va provoquer un réajustement et un changement d’attitude en réduisant l’écart entre la cognition génératrice et la cognition initiale. Le processus de rationalisation est dépendant du contexte de liberté dans lequel l’acte préparatoire a été obtenu. La rationalisation, en effet, ne s’observe que dans les contextes de liberté.
Cette théorie va à l’encontre de la conception de l’homme comme un être rationnel. L’homme n’est pas un être rationnel c’est un être rationalisant. C’est celui « qui agit puis qui pense : ce n’est pas parce qu’il soutient telle position qu’il agit de telle manière, mais parce qu’il a agi (comme il a été amené à le faire) qu’il va adopter telle position (Benoit, 1998).
Comme le soulignent d’autres auteurs dans un ouvrage de 2013 spécifiquement consacré à la dissonance cognitive, l’homme n’agirait pas toujours rationnellement sur la base de ses convictions mais inversement il justifierait son comportement par un ajustement de ses cognitions à ce comportement. Des propos qui vont dans le sens d’autres études qui montrent que pour modifier les idées et amener à adopter les comportements attendus, ce n’est pas nécessairement en faisant appel à la rationalité des individus que l’on est le plus efficace (Joule, Bernard & Halimi-Falkowicz, 2008) (Courbet & al., 2013).

## Exemples

### Le Renard et les raisins

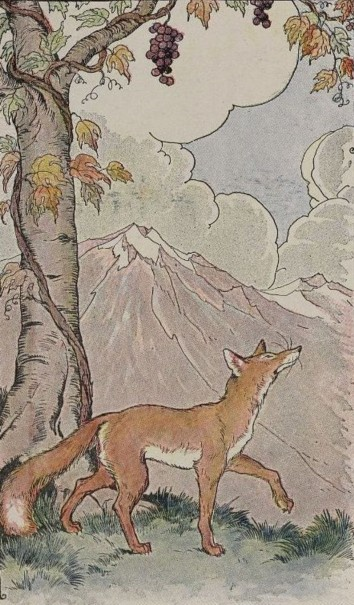
Le Renard et les Raisins, d'après la fable d'Ésope : lorsque le renard tente d'attraper les raisins et qu'il échoue, il décide qu'il ne les voulait pas après tout, un exemple de comportement pour réduire la dissonance cognitive.

Une illustration classique de la dissonance cognitive est donnée par la fable Le Renard et les Raisins d'Ésope. Dans cette histoire, un renard voit des raisins en hauteur et veut les manger. Comme le renard est incapable de trouver un moyen de les attraper, il décide que finalement les raisins ne valent pas la peine d'être mangés, avec la justification qu’ils ne sont probablement pas mûrs ou qu'ils sont trop acides. (Là est l'origine de la locution « Les raisins sont trop verts. ») Le schéma de comportement ainsi suivi est le suivant : si quelqu'un désire quelque chose, mais qu'il le trouve inaccessible, il réduit sa dissonance en le critiquant. Jon Elster appelle ce type de comportement la « formation d'une préférence adaptée ».

### Phénomènes associés
On a montré que la dissonance cognitive apparaissait aussi quand des personnes cherchaient à :
- Expliquer des sentiments inexplicables : quand une catastrophe se produit dans une communauté, des rumeurs irrationnelles de peur se répandent dans les communautés proches non concernées par la catastrophe, car elles ont besoin de ces rumeurs pour justifier leur anxiété[19].
- Minimiser le regret des choix irréversibles : les parieurs hippiques ont plus de confiance pour le cheval qu'ils ont choisi juste après avoir fait leur pari car leur choix est définitif ; les parieurs ressentent une dissonance post-décisionnelle[20].
- Justifier un comportement qui s'oppose à leur vision : des étudiants jugent la fraude moins sévèrement après avoir été incités à tricher à un test[21].
- Harmoniser son point de vue sur une personne avec son comportement à son égard : l'effet Benjamin Franklin fait référence au cas de cet homme d'État qui, après avoir accordé une faveur à un rival, en vient à éprouver de meilleurs sentiments envers lui. Il est en effet difficile d'aider quelqu'un que l'on déteste ou de haïr une personne que l'on apprécie. Cet effet peut expliquer pourquoi les bourreaux déshumanisent leur victimes afin de réduire la dissonance cognitive (« je lui ai fait du mal, mais c'est parce qu’en réalité il le méritait »)[22]
- Réaffirmer des croyances antérieures : le biais de convivialité (congeniality) – aussi appelé « biais de confirmation » – désigne chez les individus le fait de lire ou de consulter des sources d'information les confortant dans leurs opinions aux dépens de celles qui les contredisent[23]. Par exemple, une personne qui est politiquement de droite lirait seulement des journaux et regarderait des commentaires de l'actualité avec un point de vue plus souvent conservateur. Ce biais apparaît être particulièrement sensible quand on est face à des croyances anciennes, par exemple, quand une personne a un engagement important conforme à ses croyances[23].

La dissonance cognitive influence la façon dont chacun voit les autres et notre façon de considérer notre propre identité. Par exemple, la théorie de maintien de l'auto-évaluation suggère que les personnes ressentent une dissonance quand leurs compétences privilégiées ou leurs caractéristiques sont surpassées par des personnes proches socialement. Par exemple, Jill peint, mais ressent une dissonance face à une amie plus douée qu'elle. Jill peut se mettre à se désintéresser de la peinture ou résoudre son sentiment d'infériorité par d'autres moyens.
La théorie de l'équilibre suggère que les personnes ont en général tendance à chercher une cohérence entre leurs points de vue et les points de vue ou les caractéristiques des autres (par exemple un croyant en une religion peut sentir de la dissonance car sa partenaire n'a pas les mêmes croyances que lui, ceci motivant le croyant à justifier ou rationaliser cette situation étonnante). Les personnes peuvent réduire leurs chances de succès de telle façon qu'un échec à une tâche importante soit plus facile à justifier (par exemple, un étudiant qui boit la nuit avant un examen important en réponse à sa peur d'avoir une performance médiocre).

## Applications
La théorie de la dissonance cognitive a des applications dans divers champs.

### Éducation
Créer ou résoudre des dissonances cognitives peut avoir un impact déterminant sur la motivation des élèves. Par exemple, Lepper et Greene (1975) ont mesuré le rôle de la justification de l'effort dans la réduction de la dissonance. Ils demandent à des élèves de primaire de compléter des puzzles ; certains reçoivent une récompense et d'autres non. Or, ces derniers se sont révélés plus intéressés par les puzzles que ceux qui avaient été récompensés pour cette activité. Les chercheurs ont conclu que les élèves qui pouvaient attribuer leurs efforts à une récompense arrêtaient de travailler en absence de cette récompense, alors que ceux qui ne pouvaient attribuer leur travail qu'à une motivation intrinsèque étaient conduits à trouver la tâche véritablement agréable.
Des psychologues ont intégré la dissonance cognitive à des modèles de processus élémentaires d'apprentissage, notamment les modèles constructivistes. De nombreuses interventions éducatives ont été conçues pour favoriser la dissonance chez les étudiants en augmentant leur conscience des conflits entre croyances précédentes et nouvelles informations (par exemple, en demandant à des étudiants de défendre leurs croyances) et ensuite en leur fournissant ou en les guidant vers des explications nouvelles et correctes qui peuvent résoudre ces conflits.
Par exemple, des chercheurs ont développé un logiciel éducatif comportant des guides facilitant le questionnement des étudiants sur des sujets complexes. Des méta-analyses ont suggéré que des interventions qui provoquent une dissonance cognitive pour atteindre un changement conceptuel montrent à travers de nombreuses études qu'elles augmentent significativement l'apprentissage des sciences et de la lecture.
Un autre exemple récent édifiant de l'utilisation de la dissonance cognitive dans le domaine de l'éducation se retrouve dans la « mise en scène pédagogique »,.

### Thérapie
Certains expliquent l'efficacité générale des psychothérapies en partie grâce à la théorie de la dissonance cognitive. Certains psychologues sociaux ont argumenté que l'acte de choisir librement une psychothérapie spécifique, associé à un effort et à l'argent investi par le patient pour continuer cette thérapie, influence positivement l'efficacité de la thérapie. Ce phénomène est démontré dans une étude avec des patients en surpoids, à qui l'on faisait croire qu'ils pouvaient choisir le type de thérapie. Cela a entraîné une plus grande perte de poids.
La dissonance cognitive est un des éléments fondamentaux de la « mise en scène thérapeutique » (Therapeutic stage setting) telle que Y. Bressan l'a conçu dans le cadre de la neuropsychologie.
Dans un autre exemple, des individus avec une ophiophobie (peur des serpents) qui avaient fait de grands efforts dans des activités sans effet positif sur leur maladie, mais qui avaient été présentées comme des thérapies parfaitement adaptées, ont montré une amélioration significative de leurs symptômes phobiques[pas clair]. Dans ces cas et peut-être dans des situations similaires, des patients arrivaient à se sentir mieux afin de justifier leurs efforts et de prouver la pertinence de leurs choix. Au-delà de ces effets observés à court terme, les efforts engagés dans la thérapie prédisent aussi les effets thérapeutiques à long terme.

### Promotion de comportements sains et prosociaux
On a aussi démontré que la dissonance cognitive pouvait être utilisée pour améliorer certains comportements comme l'utilisation du préservatif. D'autres études suggèrent que la dissonance cognitive peut aussi être utilisée pour encourager les personnes à un comportement prosocial selon différents contextes tels que des campagnes contre les décharges sauvages, la stigmatisation des minorités raciales ou la vitesse au volant. La théorie peut aussi être utilisée pour inciter à la générosité envers les œuvres caritatives,.

### Commerce
L'étude de la dissonance cognitive chez les consommateurs révèle des potentiels en matière de pratiques commerciales. La littérature publiée suggère que les conditions existent pour l'augmentation de la dissonance cognitive dans les achats : la décision implique que l'achat doit être important, par son coût effectif ou un coût psychologique important ; est personnellement pertinente pour le consommateur ; le consommateur a la liberté de choisir parmi des alternatives ; enfin, la décision doit être irréversible.
Une étude conduite par Linsay Mallikin montre que quand les consommateurs font l'expérience d'un prix inattendu, ils adoptent trois méthodes pour diminuer la dissonance. Les consommateurs peuvent employer une stratégie d'information ; ils peuvent avoir un changement d'attitude ou s'engager dans une relativisation. Les consommateurs emploient une stratégie d'information en s'engageant dans des biais et la recherche d'informations respectant leurs croyances antérieures. Les consommateurs pourraient chercher des informations à propos d'autres revendeurs.
Sinon, les consommateurs peuvent montrer un changement d'attitude en réévaluant le prix grâce à des références extérieures ou justifier le prix par des considérations sur la qualité. Finalement, la banalisation peut apparaître et l'importance des éléments dissonants est diminuée : le consommateur a tendance à minorer l'importance de l'argent et par conséquent, à faire ses achats ailleurs pour investir son argent dans de meilleures affaires.
La dissonance cognitive est aussi utile pour expliquer et anticiper des questionnements survenant après l'achat. La carte de Hallmark annonce : « Faites bien attention à ne vous adresser que le meilleur » ; ce qui est un exemple de stratégie marketing qui crée un sentiment de culpabilité chez l'acheteur s'il part avec une carte moins chère. Le marketing agressif s'assure que le client est averti que le produit a un prix spécial ; ceci encourage le consommateur à acheter des cartes chères lors d'occasions spéciales [réf. nécessaire]

### Ingénierie sociale
L'ingénierie sociale appliquée à la sécurité est l'exploitation de différentes faiblesses psychologiques ou sociales chez les individus et les entreprises. Elle est utilisée parfois pour faire des tests d'intrusion afin de tester la sécurité d'un système informatique, mais plus souvent pour des objectifs plus malfaisants comme l'espionnage d'entreprises commerciales, d'organisations ou d'individus, typiquement afin d'obtenir un gain illégal, soit d'une information d'accès restrictif ou privé ou pour un gain monétaire via des méthodes d'hameçonnage pour obtenir l'accès à des comptes bancaires ou pour voler des identités, faire du chantage et ainsi de suite. Une des techniques utilisées par les auteurs de ces crimes est l'induction d'une dissonance cognitive, afin d'exploiter les faiblesses déclenchées par celle-ci (la victime cherchant à résoudre l'inconfort déclenché par la dissonance cognitive).

## Critiques et théories alternatives
Alors que la théorie de la dissonance cognitive a été utilisée dans des expériences et est généralement (mais pas entièrement) acceptée par les psychologues, il existe des théories alternatives qui expliquent les attitudes des humains et leurs comportements.

### Théorie de l'auto-perception (Bem)
Daryl Bem est l'un des premiers à critiquer la théorie de la dissonance cognitive. Il estime que la théorie de l'auto-perception est une explication alternative plus fidèle aux résultats expérimentaux. D'après lui, les personnes ne pensent pas beaucoup à leurs attitudes, à moins que celles-ci ne soient en conflit. La théorie de l'auto-perception de Bem repose sur l'idée que les personnes développent des attitudes en observant leur comportement et leurs liens aux attitudes qui l'ont causé, particulièrement quand des indices sont faibles ou ambigus. Les individus sont considérés comme dans la même position qu'un observateur extérieur : ce qui signifie qu'ils doivent se baser sur des indices externes pour inférer leur propre état interne. La théorie de l'auto-perception suggère que les personnes adaptent leurs attitudes sans avoir accès aux cognitions ou aux états d'humeur.
Bem interpréta que les personnes, dans les études de Festinger et Carlsmith ou le paradigme de la soumission induite, déduisent leurs attitudes de leur comportement. Ainsi, quand on demande « Avez-vous trouvé la tâche intéressante ? », elles décident qu'elles doivent avoir trouvé cela intéressant, car c'est ce qu'elles ont dit à quelqu'un. Bem suggéra que les personnes payées 20 $ avaient un encouragement manifeste à leur comportement et étaient disposées à considérer l'argent comme une raison de dire que la tâche était intéressante, plutôt que de conclure qu'ils la trouvaient véritablement intéressante,.
Dans de nombreuses situations expérimentales, la théorie de Bem et la théorie de la dissonance cognitive de Festinger faisaient des prédictions identiques, mais seulement la théorie de la dissonance cognitive prédisait la présence d'une tension déplaisante ou d'un agacement. Les expérimentations de laboratoire avaient vérifié la présence d'excitations dans des situations dissonantes,.
En 1969, Elliot Aronson reformula la théorie en la reliant au concept de soi, ce qui clarifie la dissonance qui apparaît quand des conflits entre des cognitions quand ces conflits utilisent le paradigme de la soumission induite, déclarant que la dissonance cognitive provient de conflits entre des cognitions quand ces conflits menacent l'image de soi normalement positive de la personne. Ainsi, Aronson réinterpréta les découvertes des études originales de Festinger et Carlsmith en utilisant le paradigme de la soumission induite, qui déclare que la dissonance était entre deux cognitions : « Je suis une personne honnête » et la cognition « J'ai menti à quelqu'un en lui disant que la tâche était intéressante ». D'autres psychologues ont argumenté que maintenir la consistance cognitive est un moyen de protéger l'image publique de soi, plutôt que le concept de soi privé. Cependant, une étude récente  semble éliminer une telle explication en montrant une réévaluation des objets suivant un choix même quand les personnes ont oublié leur choix.

### Théorie de l'équilibre de Heider
Fritz Heider a proposé une théorie de la motivation reposant sur le maintien d'un équilibre psychologique, de ses valeurs et ses croyances au cours du temps. Selon la théorie de l'équilibre, il y a trois interactions : (1) vous (P) , (2) une autre personne (O), (3) un élément (X). Celles-ci sont positionnées à chaque pointe d'un triangle et partagent deux relations :
1. Une relation d'unité : les choses et les personnes ont des similarités, une proximité, un destin, etc.
2. Des relations de sentiment : des évaluations de personnes et de choses (aimer, ne pas aimer).
  - En tant qu'individu, nous recherchons un état d'équilibre avec des relations harmonieuses entre ces trois positions : 3 positives, comme dans P = vous, O = votre enfant, X = un dessin fait par votre enfant :
    - « J'aime mon enfant »
    - « Il m'a fait un dessin »
    - « J'aime ce dessin »

  - ou 2 négatives et 1 positive comme dans : P = vous, O = John, X = le chien de John :
    - « Je n'aime pas John »
    - « John a un chien »
    - « Je n'aime pas le chien non plus »

  - Nous évitons les états déséquilibrés (3 négatifs ou 2 positifs et 1 négatif)

#### Analyse du coût-bénéfice (Dupuit)
Jules Dupuit prétend que les comportements et les cognitions peuvent être compris d'un point de vue économique. On peut imaginer que les individus s'engagent dans un processus systématique de comparaison des coûts et des bénéfices d'une décision. Ce processus aide à justifier et à évaluer la faisabilité d'une décision et elle fournit une base pour la comparaison (déterminer si les bénéfices sont supérieurs aux coûts et jusqu'à quel point). Bien que l'analyse fonctionne bien dans des situations économiques, les humains ne sont pas efficients quand il s'agit de comparer des coûts et des bénéfices.

### Théorie des divergences des représentations de soi (Higgins)
E. Tory Higgins estime que les individus ont trois « soi » qu'ils comparent à eux-mêmes :
1. Soi actuel - la représentation des attributs qu'ils croient avoir (concept de soi basique)
2. Soi idéal - les attributs qu'ils aimeraient avoir idéalement (espoir, aspiration, ce qui les motive à changer ou à s'améliorer)
3. Soi dû - les attributs qu'ils devraient avoir (fonctions, obligations, responsabilités)

Quand ces guides de soi sont en contradiction, il apparaît un inconfort émotionnel. Les individus deviennent motivés pour réduire la divergence de soi (le fossé entre les deux guides de soi-même).

### Critique du paradigme du choix libre (Chen, Risen)
Keith Chen et ses collègues ont critiqué le paradigme du choix libre et ont suggéré que la méthode « rang, choix, rang » utilisée pour l'étude de la dissonance était invalide. Ils ont soutenu que le design de recherche se base sur la supposition que si les sujets votent pour des options différentes dans une deuxième étude, alors les attitudes des sujets envers les options ont par conséquent changé. Bien que quelques études de confirmation ont trouvé des preuves soutenant les intérêts de Chen et Risen, d'autres études qui ont contrôlé les idées de Chen n'ont pas, au lieu de suggérer que le simple acte de faire un choix peut en fait changer les préférences,,. Néanmoins, ce problème fait toujours l'objet de recherches actives.

## Imagerie cérébrale
En utilisant l'imagerie par résonance magnétique fonctionnelle (IRMf), Van Veen et ses collègues examinèrent les bases de la dissonance cognitive dans une version du paradigme de la soumission induite. Pendant qu'ils se trouvaient dans le scanner, les participants affirmèrent que l'environnement inconfortable de l'IRM était néanmoins une expérience agréable. Les chercheurs ont répliqué les découvertes basiques de soumission induite ; les participants d'un groupe expérimental ont préféré le scanner à ceux du groupe de contrôle simplement payés pour faire cette remarque.
De manière importante, répondre en contradiction de son attitude a activé la région dorsale du cortex cingulaire antérieur et le cortex insulaire antérieur. De plus, le degré avec lequel ces régions étaient activées est corrélé à la force de la contradiction. Van Veen et ses collègues ont soutenu que ces découvertes confirmaient la théorie originale de dissonance cognitive de Festinger, et supportait la « théorie du conflit » du fonctionnement du cortex cingulaire antérieur.
En utilisant le paradigme du choix libre, Tali Sharot et ses collègues ont montré qu'après un choix, l'activité dans le striatum change pour refléter la nouvelle évaluation du choix de l'objet, augmentant si l'objet a été choisi et diminuant si l'objet a été rejeté Des études suivantes ont largement confirmé ces résultats,,.
D'autres études IRM, utilisant aussi le paradigme du choix libre, ont examiné le processus de prise de décision dans le cerveau. Une étude de 2010 a montré que durant les processus de prise de décision où les sujets essayaient de réduire leur dissonance cognitive, l'activité augmentait dans leur gyrus frontal inférieur droit, la région fronto-pariétale médiane et le striatum ventral, alors que l'activité diminuait dans l'insula antérieure. Les chercheurs ont conclu que l'activité de rationalisation pouvait prendre place rapidement (quelques secondes) sans délibération consciente. Par ailleurs, les chercheurs ont montré que le cerveau pouvait s'engager dans des réponses émotionnelles au cours du processus de prise de décision.
Il pourrait y avoir des bénéfices du point de vue de l'évolution des espèces derrière la réduction de la dissonance cognitive. Des chercheurs, en 2007, ont étudié comment les enfants et les singes capucins réagissaient quand on leur offrait le choix entre deux options similaires. Les chercheurs avaient fait choisir à deux groupes de sujets entre deux types d'autocollants ou sucreries. Après avoir choisi, on a offert aux deux groupes un nouveau choix entre l'objet non choisi et une option aussi attractive que la première. En accord avec la théorie de la dissonance cognitive, les enfants et les singes ont choisi la « nouvelle option » plutôt que la proposition initiale qu'ils n'avaient pas choisie, pourtant de valeur similaire. Les chercheurs ont envisagé des éléments liés au développement dans la théorie de la dissonance cognitive.

## Théorie des réseaux neuronaux
Les modèles des réseaux neuronaux de la cognition ont servi de base dans des recherches sur la dissonance cognitive visant à modéliser le choix des attitudes et leur changement.
Des modèles de réseaux neuronaux ont été développés pour prédire comment la dissonance cognitive pourrait influencer les attitudes et les comportements d'un individu. Ceux-ci incluent :
- Les processus de contrainte de satisfaction parallèle[64] ;
- le modèle métacognitif (MCM) des attitudes[65] ;
- Le modèle connexionniste adaptatif de la dissonance cognitive[66] ;
- Le modèle d'attitudes comme contrainte de satisfaction[67].

## Dissonance cognitive chez les animaux
Des expériences portant sur des singes capucins ont montré que la dissonance cognitive n'est pas réservée aux humains. Les résultats suggèrent que les mécanismes sous-jacents à la réduction de la dissonance cognitive chez les adultes humains pourraient être nés à la fois dans le cadre du développement et de l'évolution plus tôt que prévu.